# Francesco Valdambrini
Francesco Valdambrini (* 24. April 1933 in Turin; † 4. Februar 2007 in Trient) war ein italienischer Komponist und Musikpädagoge.

## Leben
Valdambrini war Schüler des Zwölftonkomponisten Luigi Dallapiccola. Ab 1960 studierte er in Wien bei Hans Swarowsky und wirkte zugleich an den Zwölftonseminaren Hanns Jelineks mit. Er lernte auch Bruno Maderna kennen, mit dem ihn bald sowohl eine Freundschaft als auch eine enge berufliche Zusammenarbeit verbanden. Mit dem deutschen Pianisten Werner Seiss führte er als Klavierduo Werke zeitgenössischer Komponisten auf.
Er unterrichtete von 1963 bis 1968 Stilkunde für zeitgenössische Musik an der Akademie für Musik und darstellende Kunst Wien, dann Komposition am Konservatorium von Bozen und leitete später die Konservatorien von Triest und Venedig. Valdambrini komponierte Kammermusik und sinfonische Werke, Vokalmusik und Bühnenwerke, darunter die Oper Pentheus, mit der Ralf Weikert 1971 die Spielsaison an der Oper Bonn eröffnete.
Valdambrini begründete eine neue Kompositionstechnik, die er als musica tricordale bezeichnete und die auf Dreiklängen aus je einen Ganzton voneinander entfernter Töne beruht. Erstmals wandte er diese Technik in Sonanza Infinita, Ritrovato tricordale für Klavier in einem einzigen Erklingen von zirka 50 Minuten 1990 an. Die Methode wurde von Schülern wie Franz Bazzani, Antonio Gasperi, Daniel Oberegger, Alessio Silvestrin und Marco Varner aufgenommen.

## Werke
- Pentheus, Oper, UA 1971
- Es war einmal, Oper, UA 1971
- Der gestiefelte Kater, Oper, UA 1975
- Invenzione in memoriam Igor Stravinskij für Blechbläserquintett, UA 1978
- Souvenir für Violine, UA 1987
- Cantica Seconda für Violine und Klavier; UA 1987
- Trikordale Blätter für die Jugend für verschiedene Musikinstrumente
- 5 Boliuslieder für Gesang und Klavier, Texte von Uwe Bolius UA 1990
- Sonanza Infinita Ritrovato Tricordale in un unico risuono di 51 minuti circa per Pianoforte solo, UA 1990
- Salmo Secondo für gemischten Chor, Streichquintett und Schlagwerk, UA 1994
- Cantica Italiana für Sopran, Klarinette und Klavier, UA 1994
- Berge Ruhn für gemischten Chor, Text von Rainer Maria Rilke
- Ludus Danieli für Klavier, UA 1996
- Sonanza Infinita d'Orchestra für Symphonieorchester
- Melos I für Violine und Klavier, UA 1996
- Melos II für Violine und Klavier, UA 1997
- Sonanza da Camera für 16 Spieler, UA 1998
- Dante Alighieri für Sopran, Mezzosopran, Bariton und Klavier
- E vidi lume in forma di rivera... für Sopran, Alt, Bariton, Flöte, Klarinette und Vibraphon, Texte aus Paradiso von Dante Alighieri, UA 1999
- Carme für Violine und Klavier, UA 1999
- Voce für Klarinette und Klavier, UA 1999
- Concertato Tricordale für Symphonieorchester, UA 2002
- ...al ciel, ch'è pura luce... für Sopran, Alt, Bariton, Flöte, Klarinette, Klavier und Kontrabass, Texte aus "Paradiso" von Dante Alighieri
- Tricofonia für Symphonieorchester, UA 2003
- Infinito Mirabile für gemischten Chor und Symphonieorchester

| Personendaten    | Personendaten                             |
| ---------------- | ----------------------------------------- |
| NAME             | Valdambrini, Francesco                    |
| KURZBESCHREIBUNG | italienischer Komponist und Musikpädagoge |
| GEBURTSDATUM     | 24. April 1933                            |
| GEBURTSORT       | Turin                                     |
| STERBEDATUM      | 4. Februar 2007                           |
| STERBEORT        | Trient                                    |